# El Rey (régészeti lelőhely)
El Rey egy maja régészeti lelőhely délkelet-Mexikóban, Quintana Roo államban. Az egykori maja város eredeti neve nem ismert, a mai spanyol név jelentése „a király”. Ezt a nevet azért kapta, mert 1909-ben a területen egy fejdíszes, valószínűleg magas rangú embert ábrázoló szobrot találtak. Ez a szobor ma a cancúni régészeti múzeumban látható.

## Leírás
Az első település i. e. 300 táján jöhetett létre itt, ez kőalapzatokra épült, fából készült, pálmatetős lakóházakból állt. I. sz. 200 és 1200 között a lakók fő tevékenysége a halászat és a sólepárlás volt, ezeket a termékeket mind saját fogyasztásra, mind a félsziget belsejében fekvő többi város számára történő eladásra felhasználták, és az is lehetséges, hogy adóztak is belőlük valamelyik nagyobb hatalmú városnak. A település jelentősége a késői posztklasszikus korban, 1300 és 1550 között új embercsoportok érkezésével növekedett meg, de a spanyol hódítás után lakói rövid időn belül szétszóródtak vagy elpusztultak.
A lelőhely a Yucatán-félsziget északkeleti részén, Cancún városának üdülőterületén, a tengerparttól kevesebb mint 300 méter távolságra található. Összesen 47 épületből áll, köztük templomok és magas rangú vezetők lakóhelyei is megtalálhatók. Többükben maja istenségeket és jelképeket ábrázoló falfestmények maradtak meg. Az úgynevezett 2-es számú épület egy nagy piramisos talapzat, amelyen templom áll: itt egy magas rangú ember sírját tárták fel, amelyben mellékletként kerámia-, réz-, jáde-, kagyló- és csonttárgyakat találtak. Az 1-es és 4-es számú épületek tágas paloták voltak, amelyek oszlopai egykor nagy, lapos tetőt tarthattak. Ezek az építmények valószínűleg adminisztrációs funkciókat láttak el.

## Képek

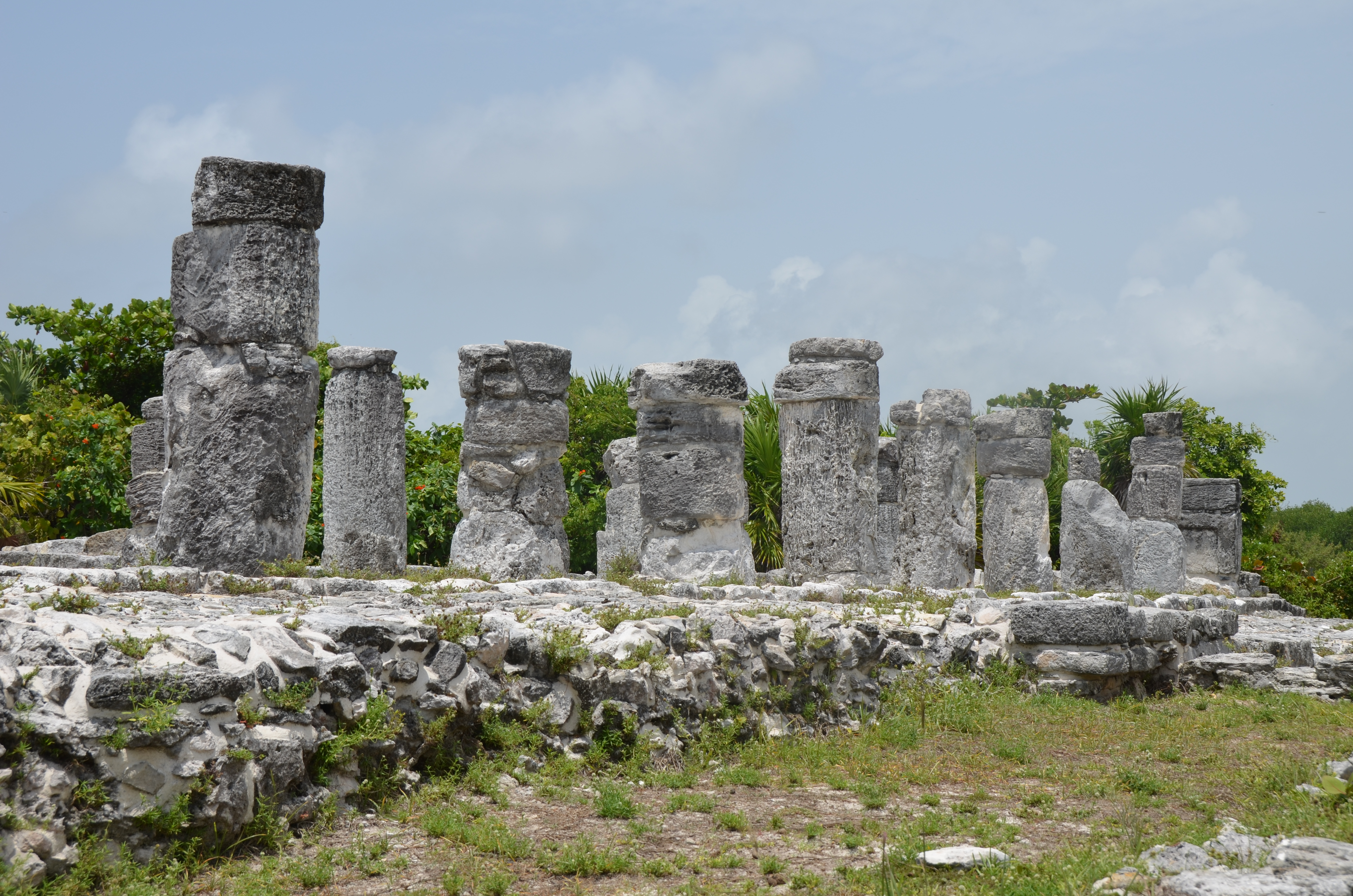
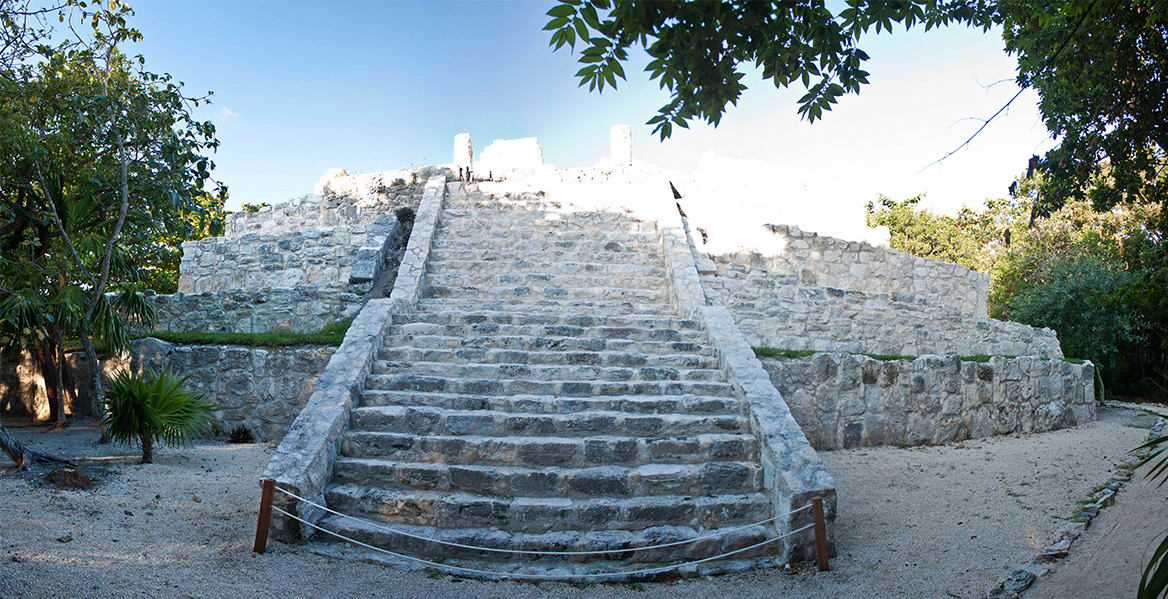
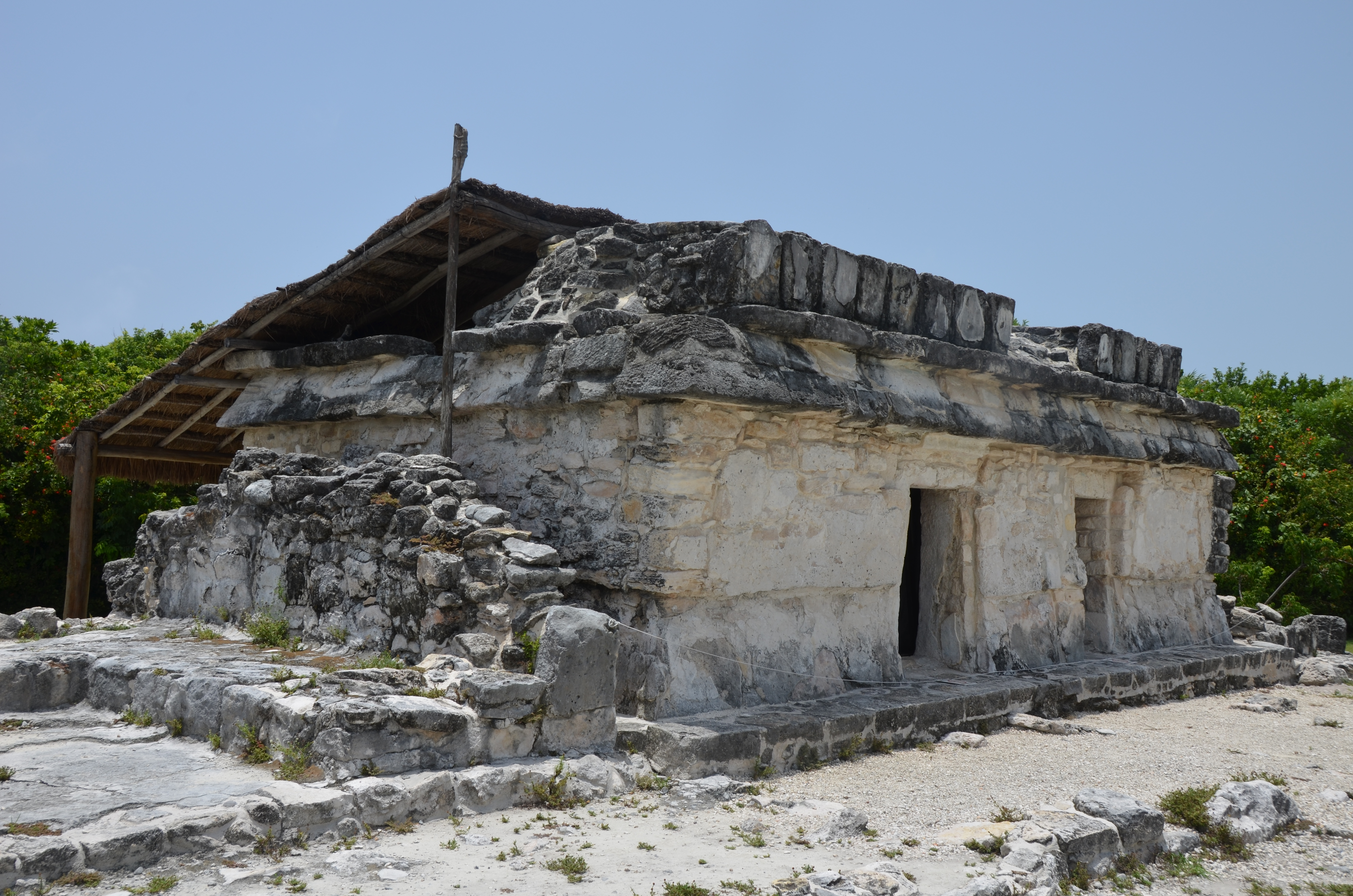
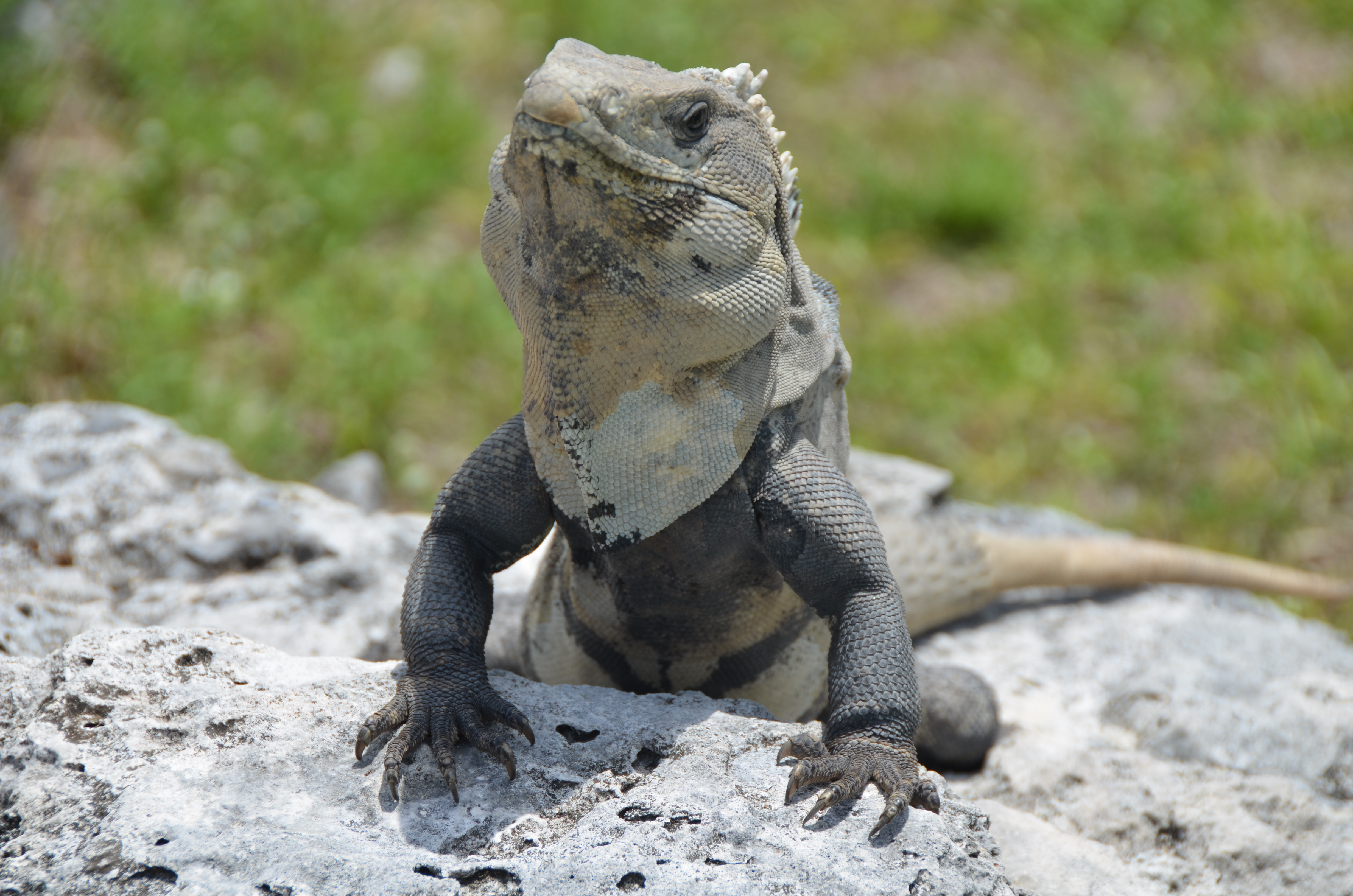